# Gangsta Blues
A Gangsta Blues egy 2004-es lemez Tanya Stephens-től.

## Számok
1. Intro
2. Way Back
3. Boom Wuk
4. Damn
5. Good Ride
6. Little White Lie
7. It's A Pity
8. Tek Him Back
9. I Am Woman
10. This Is Love (feat. Wycelf Jean)
11. Gangsta Gal (feat. Spragga Benz)
12. What's Your Story
13. Can't Breathe
14. Sound Of My Tears
15. The Other Cheek
16. What A Day
17. We A Lead